# Chris Sørensen (fodboldspiller, født 1989)
 Der er flere personer med dette navn, se Chris Sørensen.
Chris Sørensen (født 8. maj 1989) er en dansk fodboldspiller (angriber),

## Karriere
Han spillede i SøndejyskE, hvor han både spillede ungdoms- og seniorfodbold, inden han i efteråret 2009 blev udlejet til Vejle Boldklub, hvorefter han returnerede til SønderjyskE. Her spillede han i et halvt år, inden turen gik til Fremad Amager og B93.